# آیکید
آیکید (انگلیسی: Icade) شرکت سرمایه‌گذاری املاک و مستغلات فرانسوی است، که در سال ۱۸۶۰ تأسیس شد.